# Chris Kramer
Christopher Scott "Chris" Kramer (nacido el 4 de abril de 1988 en Huntington, Indiana) es un exjugador de baloncesto estadounidense. Con 1,91 metros de estatura, jugaba en la posición de escolta.

## Trayectoria deportiva
Es un escolta formado en los Purdue Boilermakers, que tras no ser drafteado en 2010, se enroló en la liga de desarrollo de la NBA donde jugaría una temporada en Fort Wayne Mad Ants. Más tarde, tuvo un breve paso por la liga de Puerto Rico. En 2011, dio el salto a Europa para jugar en las filas del S.Oliver Baskets, en concreto a la BBL, donde realizaría un gran carrera.
En 2012 fichó por el EWE Baskets Oldenburg, en el que jugaría durante cinco temporadas. En 2017, fichó por el BC Lietuvos Rytas, en el que jugó durante dos temporadas. En la temporada 2018-19 aportó 8.6 puntos y 4.4 asistencias en la LKL, y 6.3 puntos y 4.6 asistencias en la EuroCup, hasta que se lesionó la rodilla en marzo de 2019.
En la temporada 2019-20, firma por el BC Khimki, en el que juega la Superliga rusa y la VTB League. En la temporada 2020-21, se marcha a Israel para jugar en el Hapoel Jerusalem B.C. de la Ligat Winner.
El 17 de agosto de 2021, firma por el Club Baloncesto Gran Canaria, equipo que juega en la Liga Endesa.